# Легумин
Легумин (от лат. legumen, род. падеж leguminis — стручковое растение), запасный белок из группы глобулинов, содержащийся в семенах бобовых растений.
Наиболее хорошо изучен легумин из семядолей гороха, где он вместе с др. запасным белком — вицилином — откладывается в алейроновых зёрнах.
Легумин впервые выделен из семян гороха, бобов и чечевицы Эйнгофом в 1805 г.
Пру, Браконо и Либих считали его сначала тождественным с казеином молока (см. Белковые вещества), почему и было дано легумину название растительного казеина. Дюма и Кагур заметили, что в легумине меньше углерода и больше азота, чем в казеине. По Риттгаузену, которым добыты более полные и новые данные, легумин может быть получен извлечением слабой щелочью из толчёных семян гороха, бобов, чечевицы, вики и овса, осаждением профильтрованного раствора уксусной кислотой, промыванием осадка на фильтре спиртом и окончательным сушением в пустоте над серной кислотой. Полученный этим путём легумин представляет ломкую или порошковато-зернистую массу, растворимую и в холодной, и в горячей воде; раствор легумина в слабой щелочи (крепости 0,1—0,2 %) дает с 1—2 каплями раствора медного купороса прозрачный фиолетовый или фиолетово-красный раствор.
Состав легумина (по Риттгаузену):
- легумин из гороха, чечевицы и вики содержит: С — 51,48 %, H — 7,02, N — 16,77, S — 0,40;
- из бобов: С — 51,48, Н — 6,92, N — 1 4,71(?), S — 0,45;
- из овса: С — 51,6, Н — 7,5, N — 17,2, S — 0,8 %;

кроме того, во всех легуминах найдено небольшое количество фосфора [Состав казеина молока, по Комайлю и Миллону: С — 55,24 %, Н — 8,26, N — 16,70, a по Читтендену и Пейнтеру: С — 53,30, H — 7,07, N — 15,91, S — 0,82, P — 0,87].
При кипячении легумина с разбавленной серной кислотой Риттгаузеном получены лейцин, тирозин, немного глутаминовой (Глутаминовая кислота C5H9NO4 есть амидидоглутаровая кислота, т. e. СО2Н (C 2H5.NH2).CO2 H (см. Глутаровая кислота)) и много аспарагиновой кислоты (Аспарагиновая кислота C4 Н7 NО4 есть амидоянтарная CO2 H.CH(NH2).CH2.CO2 H.).
По Гоппе-Зейлеру, свежие семена, а равно растительные ткани и соки не содержат протеиновых тел из группы казеинов (или альбуминатов), а все вещества, описанные до сих пор под названием растительных казеинов, представляют, по его мнению (подтверждаемому работами Грина и Мартина), продукты превращения (под влиянием щелочи, употребляемой для извлечения легумина) различных глобулинов и альбуминов (см. Белковые вещества), содержащихся нормально в растениях.